# Și trombonul face muzică
Și trombonul face muzică este un film românesc din 1975 regizat de Titus Mesaroș.